# Гали
Гали (лат. Galli, грч. Γαλάτες) су били келтско племе из старог века који су насељавали Галију (која је обухватала данашњу Француску, Белгију, Швајцарску и северну Италију) и причали су галским језиком.
Гали су били носиоци Латенске културе (од 5. до 1. века п. н. е.) У 3. веку Гали су се раширили на југоисток, стигавши чак до Мале Азије. Гале је покорио Гај Јулије Цезар током Галских ратова, а током периода Римског царства асимиловани су у Галско-римску културу. Током кризе трећег века, на овим просторима је настало одметничко Галоримско царство. Доласком Франака током периода Велике сеобе народа, галски језик је заменио вулгарни латински.

## Изглед насеља
Од 2. века п.н.е. Галију су прекривали утврђени градови - опидуми. Опидум је доминирао над групом малих села или усамљених имања. Та утврђења служила су локалном становништву као заштита. Опидум је био окружен каменим бедемом, подупртим изукрштаним деблима, која су причвршћена огромним ексерима. Овај галски зид (murus gallicius) направљен је да би штитио од напада. Опидум је био значајно трговачко, политичко и верско средиште, понекад и главно утврђење читаве једне области.

## Сеоско становништво
У селу су сви поштовали власт вође, око кога су се окупљали на гозбама. У кућама од дрвета и земље живеле су породице. Око ограде која је штитила село ширила су се поља и ограђени простори за говеда, свиње или овце. Жене су ткале и шиле одећу од ланеног платна. Шума се налазила у близини, где су Гали ловили дивљач и секли дрва.

## Земљорадња
Галија је била богата житарицама. Да би проширили поља, Гали су посекли многе шуме. Користили су гвожђе како би боље обрађивали земљу: гвозденим ралом дубоко су превртали земљу. Галски сељаци су измислили и прве жетелице, чији су гвоздени зупци сакупљали класје.

## Трговина
Роба је кренула по читавом келтском свету, али је доспевала и до римских и грчих градова. Преносила се колима, а најчешће воденим путевима. На великим рекама су се развили трговачки градови: Лугдунум (Лион) на Рони, Литес (Париз) на Сени.

## Ратовања
Предвођена вођама галска племена су ратовала међу собом, да би проширила своју територију или опљачкала друга села. Понекад су се удруживала да би освојила нове територије. Године 58. п. н. е. Јулије Цезар је кренуо у освајање Галије. Гали уједињени под Верцингеториксом, вођом Арверна, успели су да се одрже. Пошто је Алезија била заузета, а народ гладовао, млади вођа се предао Цезару. Године 51. п. н. е. Галија је постала римска.

## Веровања
Гали су се плашили да ће им небо пасти на главу (Арно Гујон, Сви моји путеви воде ка Србији, 5. издање, стр. 94). Идентично су веровали Илири и Арбанаси у опису Павлије Ирби.